# Храм Архангелов Михаила и Гавриила (Феодосия)
Храм Архангелов Михаила и Гавриила (арм. Ս. հրեշտակապետեր Գաբրիել և Միքայել) — недействующая армянская церковь XV века в Феодосии, недалеко от церкви Сурб Саркис (Армянская ул., 13)

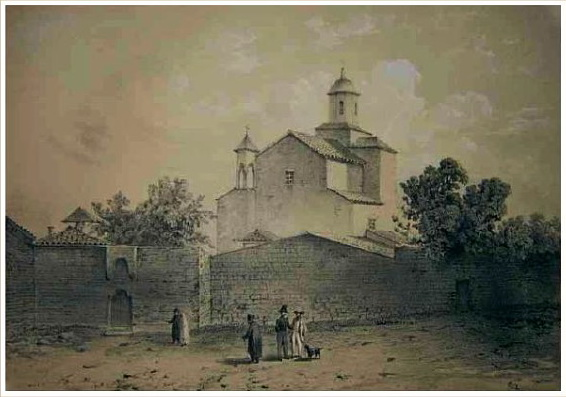
Храм на литографии В. О. Руссена из альбома Album historique et pittoresque de la Tauride Е. Ф. де Вильнёва, 1858, Париж

## История
Построена в 1408 году. Является одной из первых армянских церквей — её священник были наблюдателями на Флорентийском соборе.
Храм был отреставрирован в 1967—1970 годах.

## Архитектура
Храм построен в стиле средневековой армянской архитектуры с элементами романского стиля из местного бута, углы — из тесанного камня. Храм увенчан куполом на восьмигранном барабане. С северной стороны церкви находится шестигранная звонница, украшенная резьбой.
Сохранились фрагменты фресок и древний пол, выложенный плиткой.

## Галерея

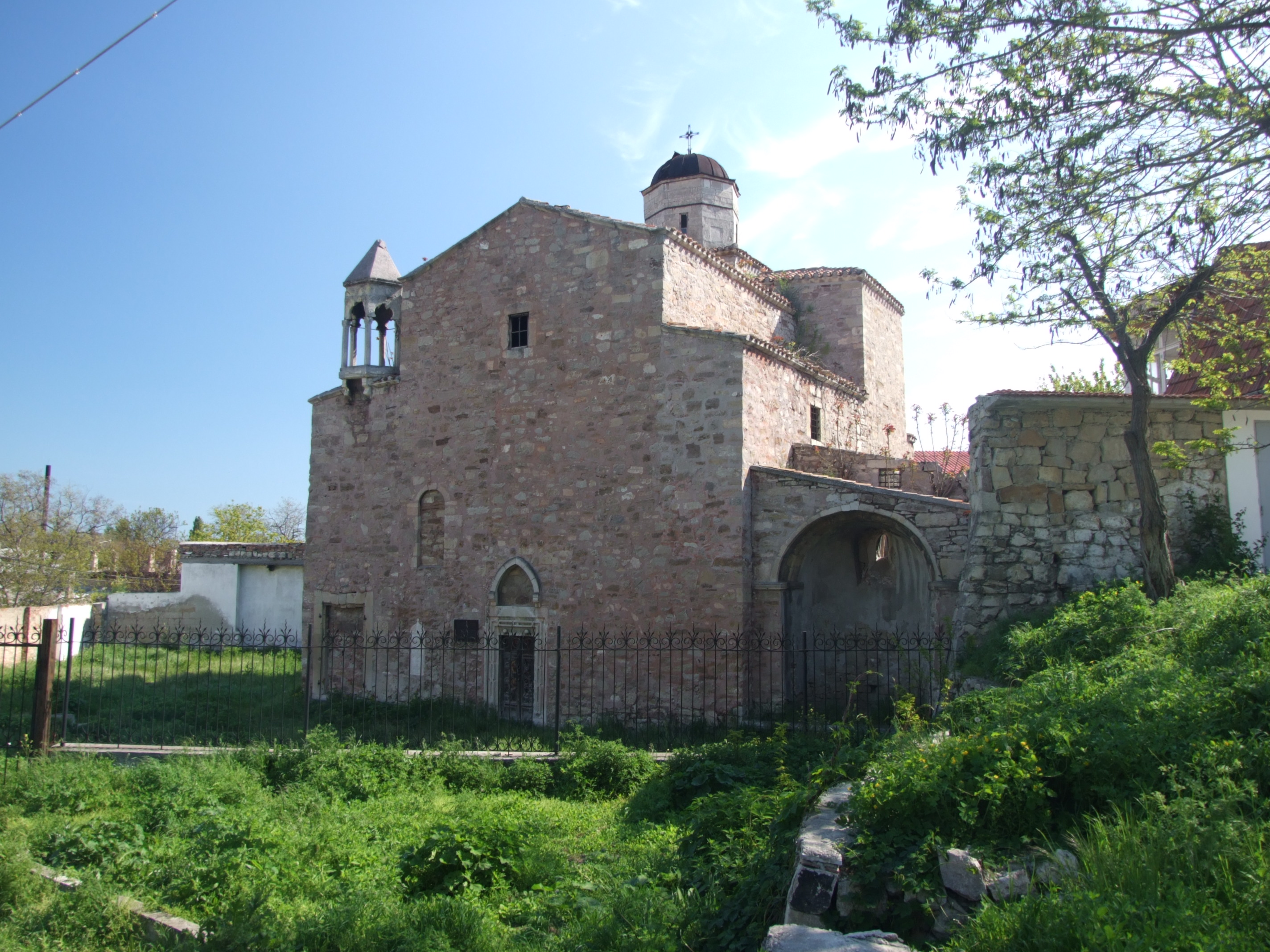
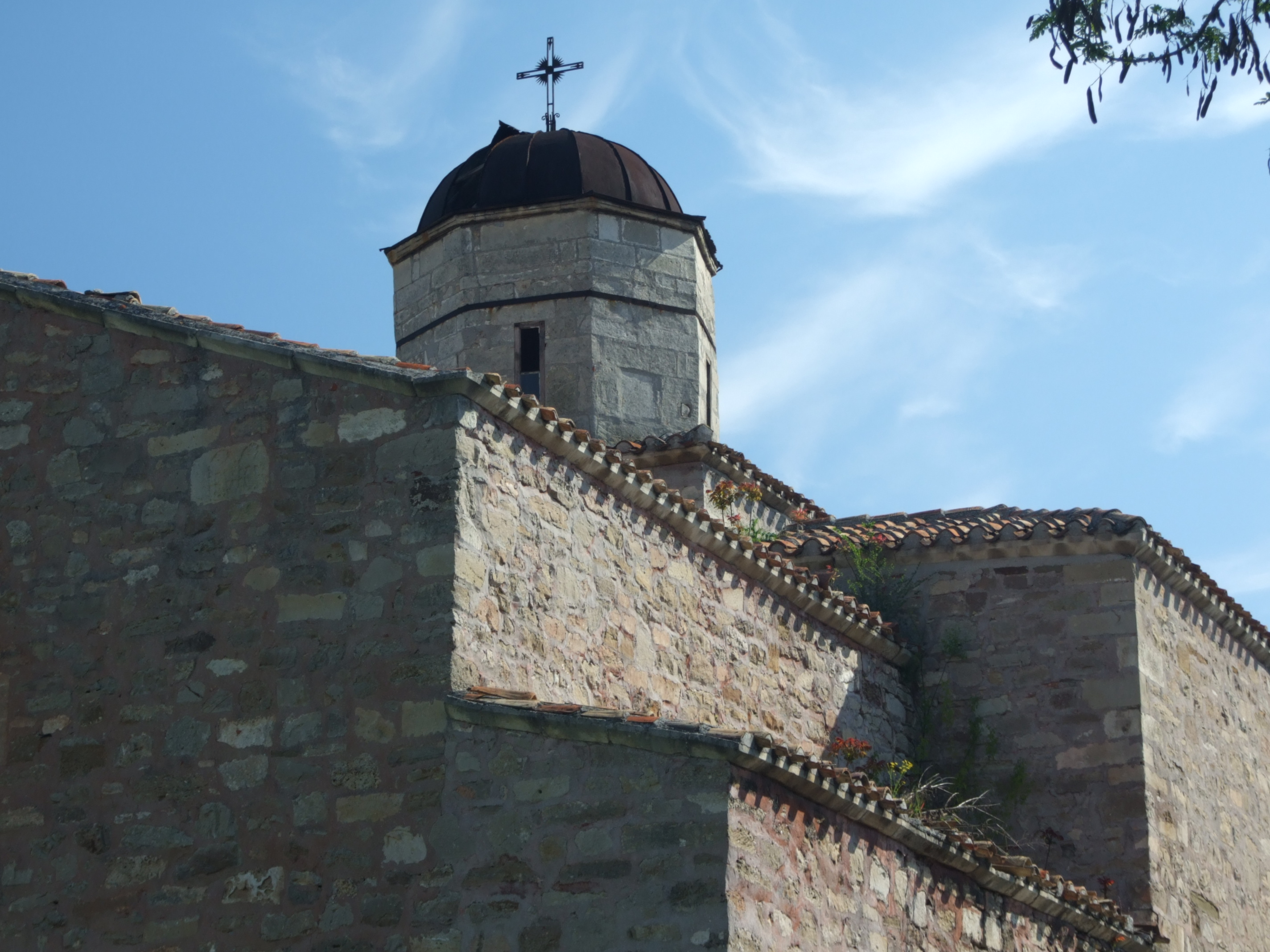
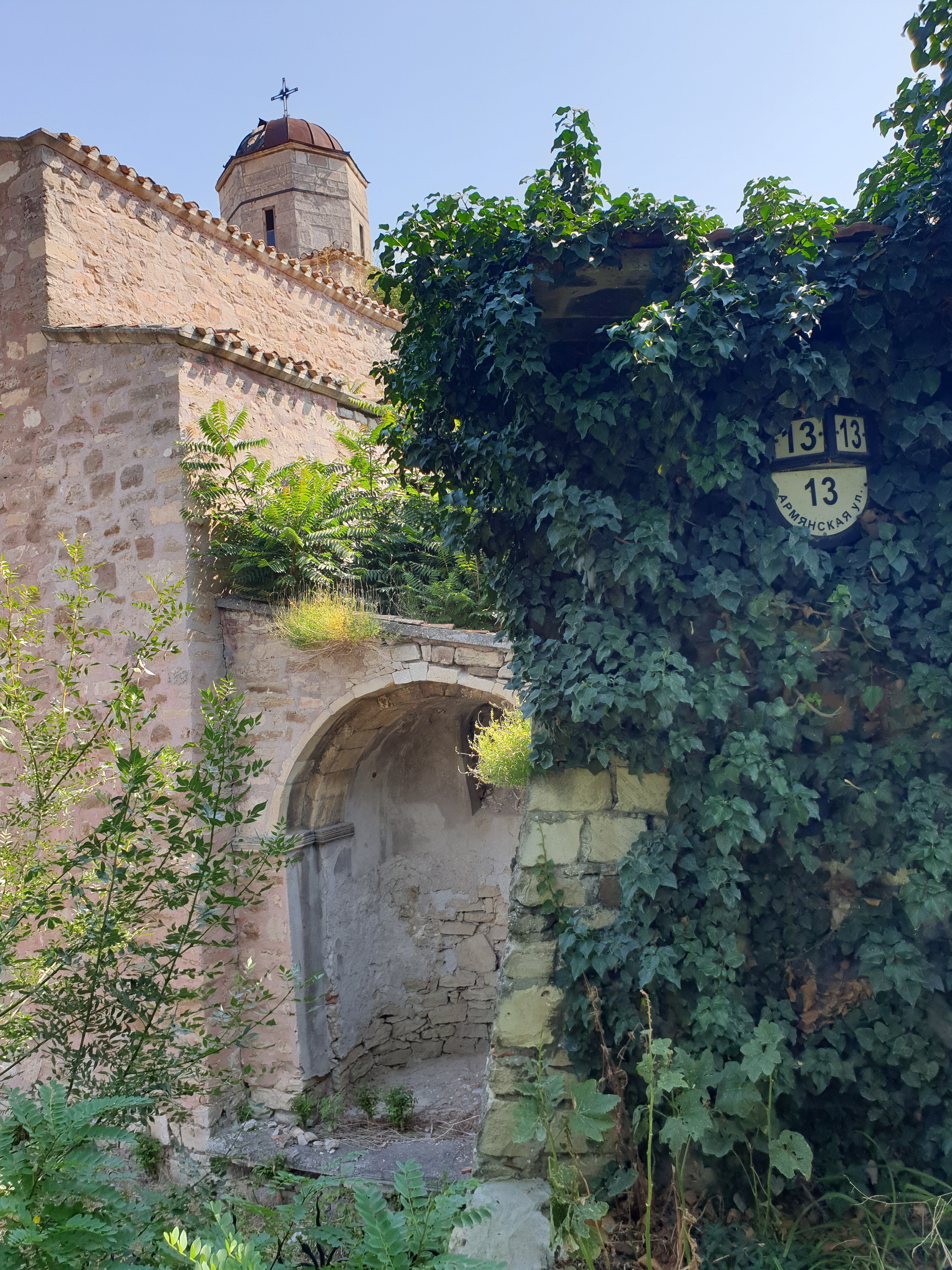
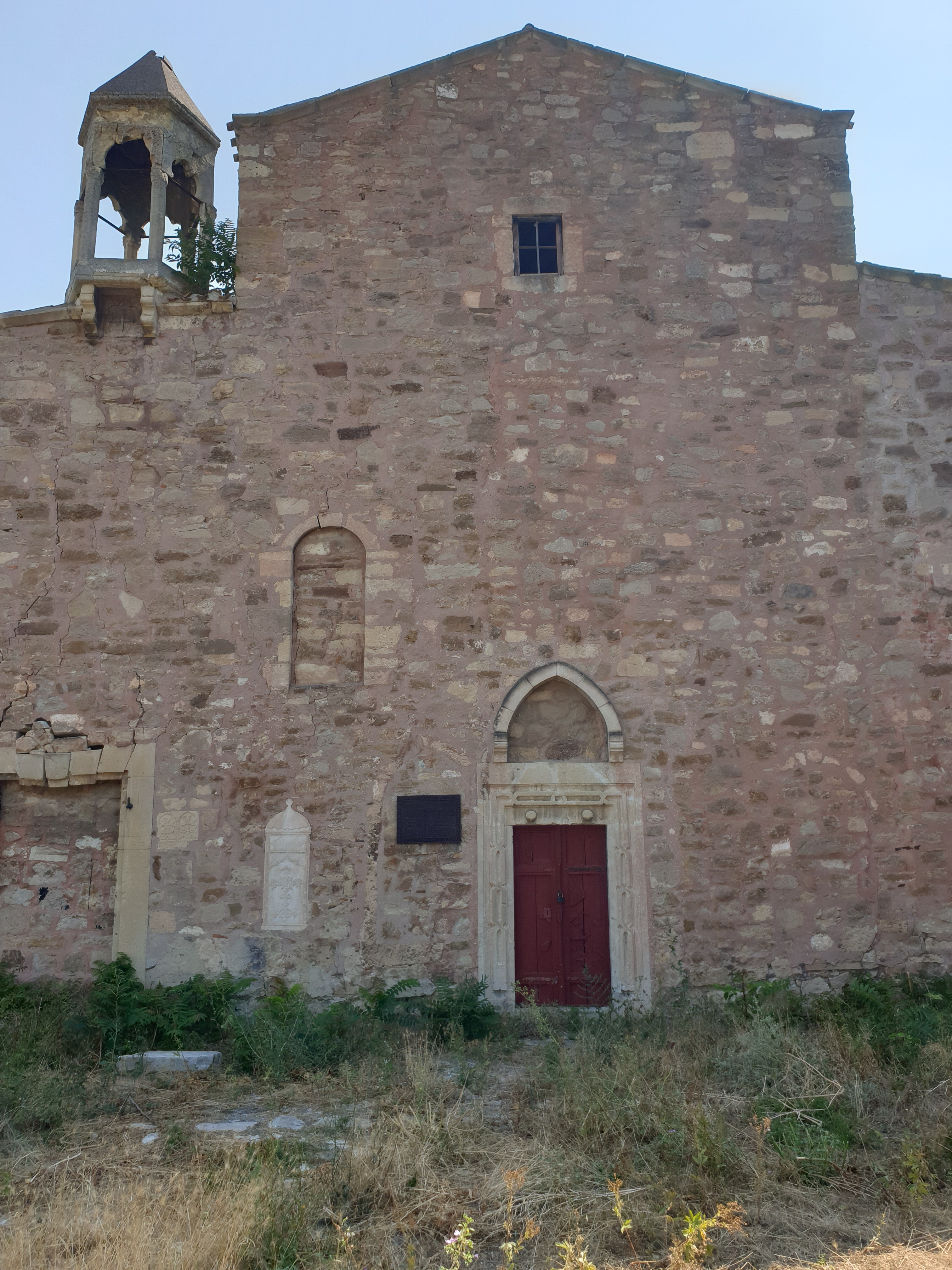